# Liste der Monuments historiques in Gélaucourt
Die Liste der Monuments historiques in Gélaucourt führt die Monuments historiques in der französischen Gemeinde Gélaucourt auf.

## Liste der Objekte
| Bezeichnung                 | Beschreibung                  | Standort             | Kennzeichnung | Schutzstatus | Datum | Bild |
| --------------------------- | ----------------------------- | -------------------- | ------------- | ------------ | ----- | ---- |
| Skulptur Heiliger Florentin | Holz, farbig gefasst, um 1650 | in der Mairie (Lage) | PM54000266    | Classé       | 1979  |      |
| Skulptur Madonna mit Kind   | Holz, farbig gefasst, um 1650 | in der Mairie (Lage) | PM54000267    | Classé       | 1979  |      |